# نفرین‌شدگان (فیلم ۲۰۲۴ مینروینی)
نفرین‌شدگان (انگلیسی: The Damned) یک فیلم درام تاریخی محصول سال ۲۰۲۴ به نویسندگی و کارگردانی روبرتو مینروینی است. داستان این فیلم در سال ۱۸۶۲ در پس زمینه جنگ داخلی آمریکا اتفاق می‌افتد و گروهی از سربازان داوطلب ارتش اتحادیه را دنبال می‌کند.
این فیلم در ۱۶ مه ۲۰۲۴ اولین نمایش جهانی خود را در بخش نوعی نگاه جشنواره فیلم کن ۲۰۲۴ انجام داد. جایی که جایزه بهترین کارگردانی را از آن خود کرد.

## شرح داستان
گروهی از داوطلبان ارتش اتحاد (شمالی‌ها) که بیشترشان جوان‌اند، در سال ۱۸۶۲، در میانهٔ جنگ داخلی آمریکا، وارد سرزمین‌های خشن و دورافتادهٔ غرب می‌شوند. آن‌ها سربازانی کارکشته نیستند، بلکه مجموعه‌ای از آدم‌هایی‌اند با پیشینه‌ها و انگیزه‌های گوناگون. شور و شوقی خام همراه با بیم و تردید در رفتارشان پیداست. هرکدام از جایی آمده‌اند: بعضی برای بودن کنار برادرانشان، برخی برای یافتن هدفی در زندگی، و بعضی دیگر از سر وظیفه‌ای که نسبت به اتحاد احساس می‌کردند.
مأموریت آن‌ها مبهم است، بیشتر شامل گشت‌زنی و تأمین امنیت در سرزمینی وسیع و خالی از سکنه. این بی‌هدفی، شور آغازین آن‌ها را به‌سرعت فرسوده می‌کند و وادارشان می‌سازد که تصمیم خود را زیر سؤال ببرند. بیشتر وقتشان به راه‌رفتن، برپا کردن اردوگاه، و تلاش برای گرم‌ماندن در سرمای طاقت‌فرسای زمستان می‌گذرد. تفنگ بر دوش دارند، اما نه برای جنگ با دشمنی آشکار، بلکه بیشتر برای دفاع از خود در برابر طبیعت و بحران‌های درونی.
با گذر روزها و هفته‌ها، کشمکش‌های درونی سربازان بیش‌ازپیش آشکار می‌شود. دربارهٔ خانواده، زندگی پیش از جنگ، و تردیدهایی که نسبت به خود جنگ پیدا کرده‌اند صحبت می‌کنند. مفهوم خانواده در برابر کشور را می‌سنجند، و این پرسش که آیا این جنگ، عادلانه و رواست یا نه. دلایلی که برای پیوستن به ارتش داشتند، در برابر واقعیت هولناک جنگ، پوچ می‌نماید. شور میهن‌دوستانهٔ نخستین جایش را به سردرگمی و احساسی از گم‌گشتگی می‌دهد. گفت‌وگوها و روابط میان سربازان، آسیب‌پذیری‌ها و رنج‌های وجودی آنان را برملا می‌سازد. آن‌ها به‌تدریج با مصالحه‌های اخلاقی جنگ و خشونتی بی‌منطق که ممکن است ناچار به اعمالش شوند، دست‌وپنجه نرم می‌کنند. ایمانشان به آزمایش کشیده می‌شود و هدف از این همه رنج و قربانی‌دادن، مدام محل تردید قرار می‌گیرد و آن‌ها را با پرسش‌هایی بی‌پاسخ تنها می‌گذارد.
سپس، درگیری مسلحانه‌ای ناگهانی و آشفته رخ می‌دهد. نه نبردی باشکوه، بلکه برخور‌دی بی‌نظم و خونین که حتی مشخص نیست چه کسی مهاجم است. این لحظه، نقطهٔ عطفی می‌شود؛ یادآوری واقعیت بی‌رحمانه‌ای که در آن گرفتار آمده‌اند و امکان مرگ، که بی‌وقفه بر سرشان سایه انداخته. شماری از همراهانشان کشته می‌شوند و یأس سنگینی بر بازماندگان چیره می‌شود.
پس از آن، سربازان بیش‌ازپیش در ناامیدی فرو می‌روند. جنگ برایشان بی‌معنا می‌شود و رؤیای بازگشت به خانه به امیدی دور و دست‌نیافتنی بدل می‌شود. سرزمینی که زمانی پهناور و حتی شاید زیبا می‌نمود، اکنون تهدیدآمیز و بی‌رحم به نظر می‌رسد. گشت‌زنی‌هایشان به سرگردانی بدل می‌شود. دیگر نمی‌دانند که آیا این نبرد ارزشی دارد یا نه. مرز میان ایمان، وفاداری، و معنای مبارزه محو می‌شود، و مردان، گم‌شده و بی‌پناه، در تاریکی فرو می‌روند.

## بازخوردها
- در وب‌سایت جمع‌آوری نقد راتن تومیتوز بر اساس رای ۱۴ نقد منتقد، با میانگین امتیاز ۶٫۴ از ۱۰ مثبت هستند.
- در متاکریتیک که از میانگین وزنی استفاده می‌کند، بر اساس رای ۵ منتقد، امتیاز ۶۳ از ۱۰۰ را به فیلم اختصاص داده است که نشان دهنده نقدهای «عموماً مطلوب» است.